# Fragmento de estela de boxeador del Cerámico

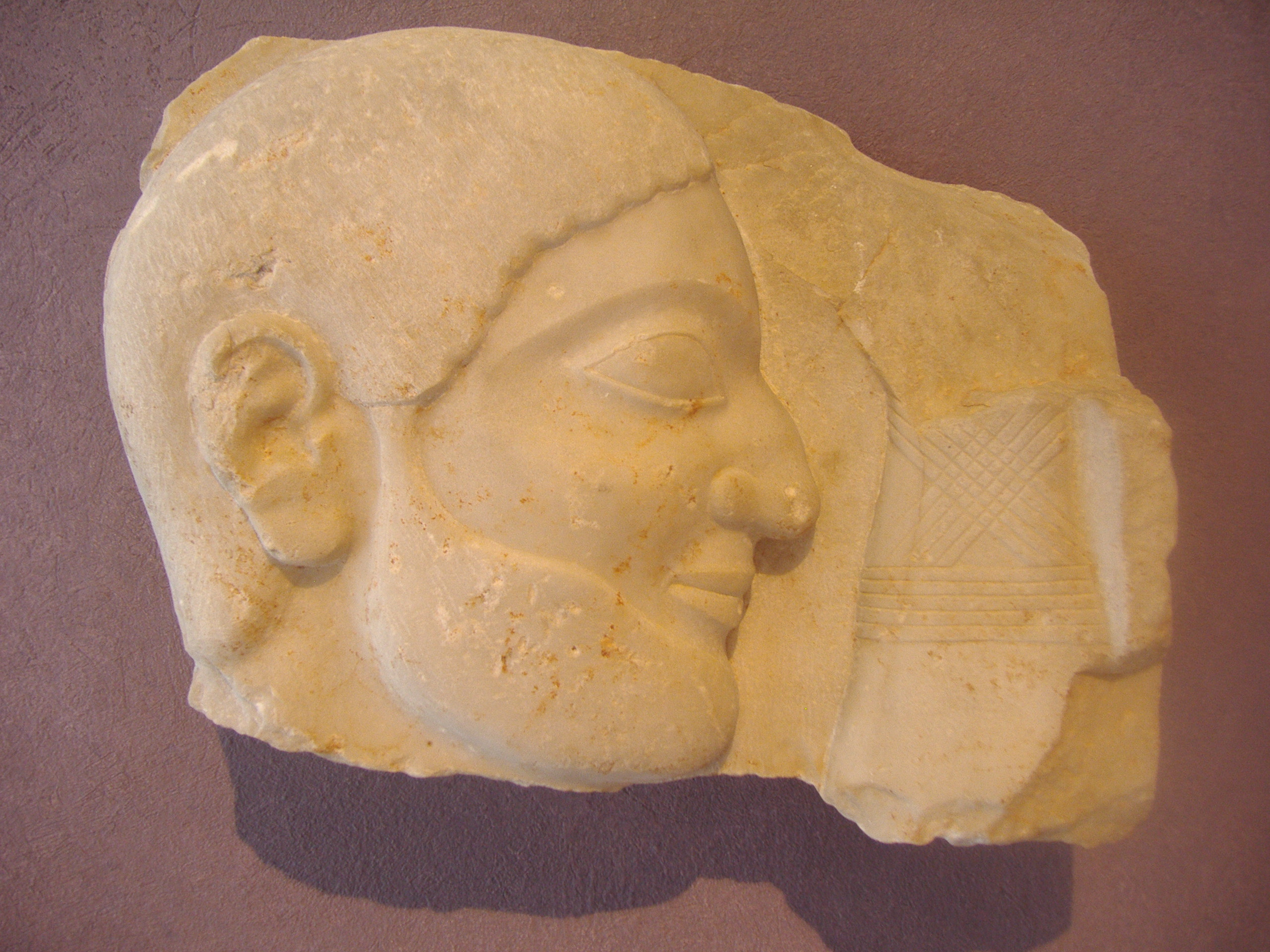
Fragmento de estela del boxeador, ca. 540 a. C.

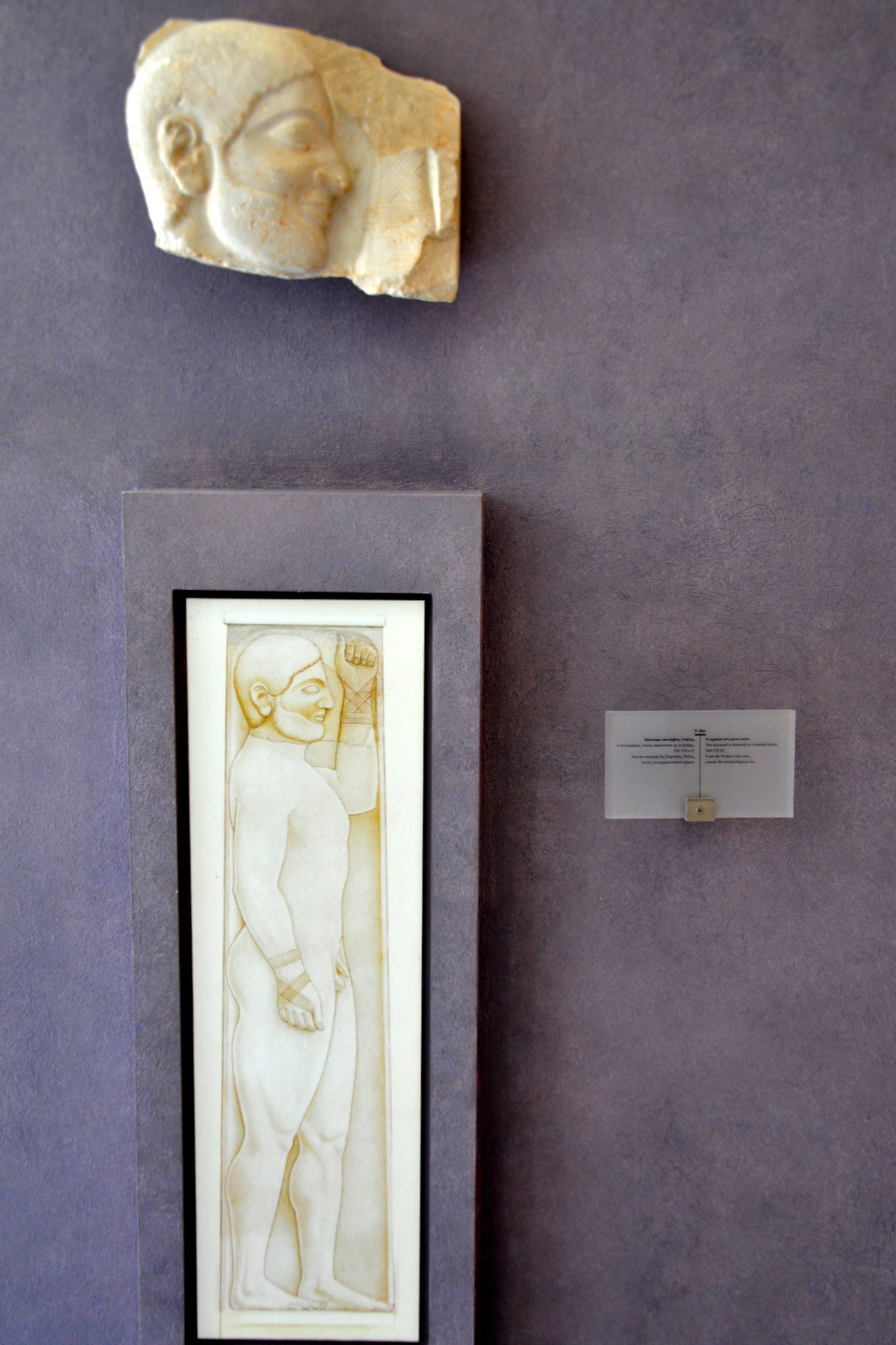
Estela del boxeador en el Museo Arqueológico del Cerámico.

El Fragmento de estela de boxeador del Cerámico que representa a un boxeador está datado hacia el 540 a. C. La representación del individuo como boxeador queda patente en su nariz rota, su oreja de coliflor y la muñeca atada que sostiene en alto; estas correas eran utilizadas por los antiguos griegos para asegurar los nudillos en las competiciones de boxeo. Se considera uno de los primeros ejemplos de representación de un atleta altamente individualizado en la escultura de la Antigua Grecia, y «más cercano a un retrato que cualquier otra obra conservada de la Grecia arcaica»"(junto con la cabeza de Sabouroff).  Utiliza técnicas de talla en relieve para caracterizar a un sujeto mucho antes de que se apreciaran altos grados de caracterización individual en la escultura exenta.

## Descubrimiento
El fragmento de estela fue descubierto en 1953 por Threpsiades, en los restos del Muro de Temístocles de Atenas. Hoy se conserva en el Museo Arqueológico del Cerámico.

## El boxeo en la Antigua Grecia
En la antigua Grecia, había muy pocas reglas en el boxeo: era un deporte brutal. Los guantes no eran típicos en la versión griega antigua de este deporte, sino que los púgiles llevaban himantes, o correas de cuero, alrededor de las muñecas y en la parte inferior de las manos para protegerlas de posibles daños. En el Gorgias de Platón, se refiere a ellos como «la gente de las orejas maltratadas», en referencia a su tendencia a desfigurarse por la violencia, como las orejas de coliflor representadas en la estela. De hecho, no era raro que un luchador resultara gravemente herido o incluso muerto en este antiguo deporte.

## Otras representaciones del boxeo en la Grecia Antigua
El tema de este fragmento de estela puede compararse con el notable Púgil en reposo, también conocido como Púgil de las Termas. A diferencia de la estela del boxeador, que es en relieve y de mármol, esta escultura se realizó en bulto redondo y con incrustaciones de bronce y cobre. Esta escultura representa además los efectos físicos perjudiciales del boxeo en la Grecia antigua: mientras que la estela solo tiene orejas de coliflor, el Púgil en reposo tiene orejas de coliflor, la nariz rota y cortes y rasguños acentuados por la composición de bronce de la estatua con incrustaciones de cobre. El detalle y la complejidad del "Púgil en reposo" contribuyen a su patetismo, o efecto emocional en el espectador.